# وزارت آموزش عالی و پژوهش علمی (اردن)
وزارت آموزش عالی و پژوهش علمی (عربی: وزارة التعليم العالي والبحث العلمي) در اردن عبارت است از یک هیئت دولتی و حکومتی که مسئولیت آن حفظ و نگهداری و اجرای سیاست‌های دولت در زمینه آموزش عالی در اردن می‌باشد. این ارگان تا کنون اقدام به کمک و ارائه خدمات منظم به تمامی قسمت‌های آموزش عالی در اردن برای سمت و سو دادن به این قسمت‌ها نموده‌است.

## تاریخچه
در سال ۱۹۸۲ در اردن در پاسخ به درخواست فزاینده برای تنظیم و برنامه‌ریزی سیاست‌های آموزش عالی در اردن مجلس آموزش عالی تأسیس و بنیانگذاری گردید. این مجلس در سال ۱۹۸۵ به وزارت آموزش عالی و پژوهش‌های علمی تغییر نام داد.
در سال ۱۹۹۸ این وزارتخانه منحل و در وزارت آموزش و پرورش ادغام گردید ولی مجدداً در سال ۲۰۰۱ مجدد و از نو برای بار دوم بنیانگذاری گردید و به اسم وزارت آموزش عالی و پژوهش علمی نامگذاری گردید.

## وزرا
- خالد طوقان
- وجیه عویس
- لبیب الخضرا
- وجیه عویس